# 風櫃尾74號古宅
 風櫃74號古宅，是一座位於台灣澎湖縣馬公市風櫃里的宅第，於2013年8月25日登錄澎湖縣歷史建築。

## 沿革
風櫃里位在澎湖本島中風櫃半島的最西端，早期稱為風櫃尾或風櫃，其居民在明末時期即已移居澎湖，並在清雍正年間發展形成聚落。其中74號古宅則座落此地，2010年，該建築原屋主高氏4家後裔與由萬英俊進行簽約。
2013年，74號古宅在萬英俊及澎湖縣政府合作，以同意核予地方歷史建築維護及再利用獎助計畫補助經費196萬元進行修復工程。進行整修工程時，曾於地下挖出清代庚子年間之地磚遺構。2015年，建築物舉行合脊大典重新啟用。

## 建築設計
74號古宅門樓具有傳統師公翹的形式，為澎湖四櫸頭民宅的典型代表。該建築物總面積約160平方公尺（約48.4坪），有大廳、左右房、深井及左右間仔構成，建築脊頭則採用如意頭的形式，而半截堵則以洗石子上燕紋磚框堵為主要裝飾，內部則以萬字不斷線灰刻文來裝飾。在亭下的三爪水泥窗頂上則安置泥塑書券圖樣。建築結構主要採用玄武岩組砌工法。
室內特徵方面，74號古宅採用了見光半截作法，大廳內鋪設地磚以增加實用性。左側大間則設置了傳統雙口灶，通巷門則採用了清水磚砌圓拱門的形式。

## 外部連結
- 風櫃尾74號古宅 - 澎湖知識服務平台 （页面存档备份，存于）